# Thomas F. Deppe

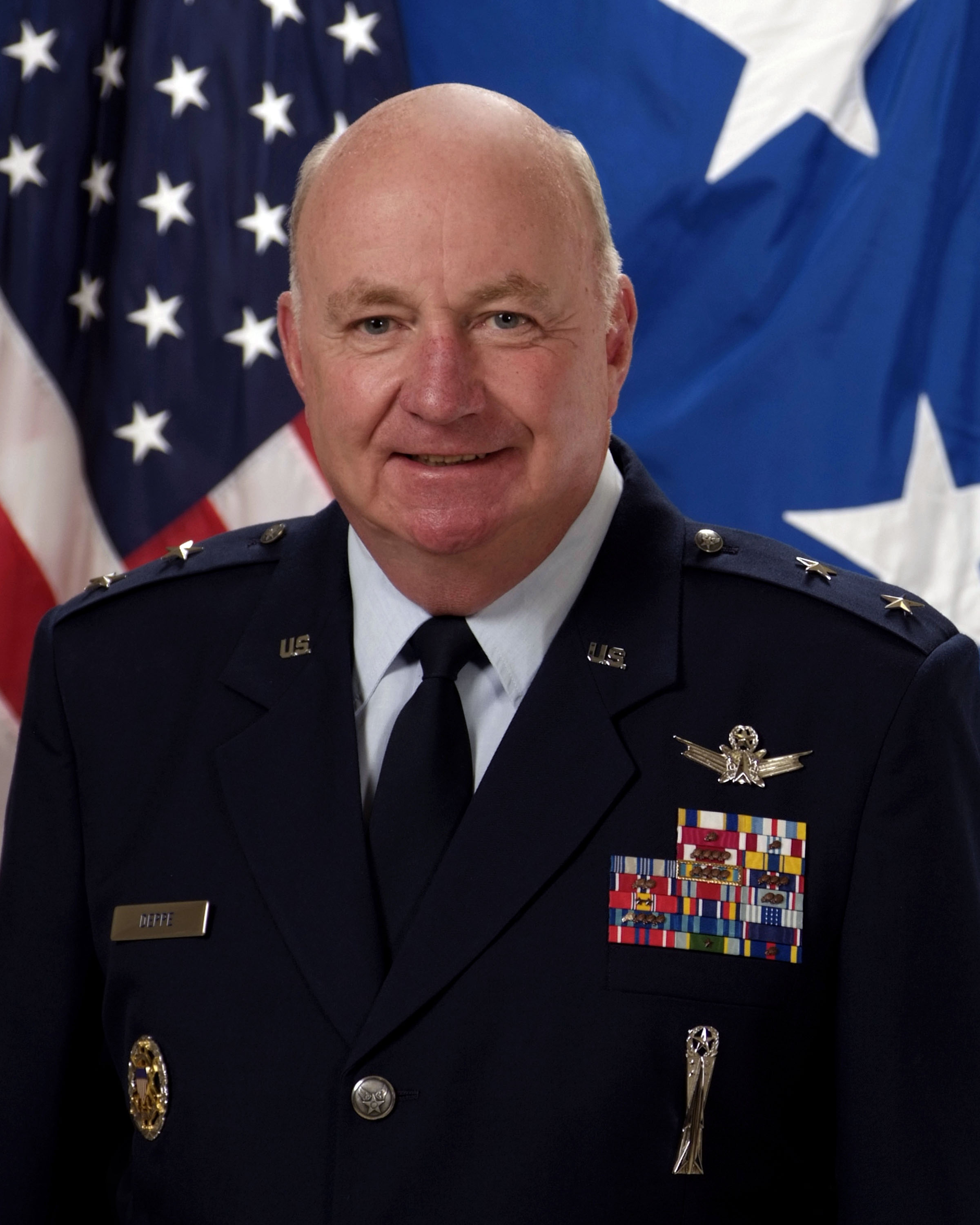
Thomas F. Deppe (2008)

Thomas F. Deppe (* um 1948; † 28. August 2024 in Melbourne, Brevard County, Florida) war ein Generalmajor der United States Air Force. Er war unter anderem Kommandeur der 20. Luftflotte.
Über die Officer Training School gelangte er im Jahr 1977 in das Offizierskorps des United States Air Force. Dort durchlief er anschließend alle Offiziersränge vom Leutnant bis zum Zwei-Sterne-General.
Im Lauf seiner militärischen Karriere absolvierte er verschiedene Kurse und Schulungen. Dazu gehörten unter anderem die Squadron Officer School auf der Maxwell Air Force Base in Alabama; das Air Command and Staff College über einen Fernkurs; das Armed Forces Staff College in Norfolk in Virginia und das Air War College auf der Maxwell AFB. Außerdem erhielt er einen akademischen Grad von der University of Southern California.
Thomas Deppe war im technischen Bereich und im Raketensektor tätig. In seinen frühen Jahren als Offizier der Luftwaffe war er an verschiedenen Stützpunkten in den Vereinigten Staaten stationiert. Dabei war er unter anderem Stabsoffizier bei unterschiedlichen Einheiten. Dazwischen absolvierte er die erwähnten Schulungen.
Zwischen September 1996 und Juli 1998 war er auf der Francis E. Warren Air Force Base in Wyoming stationiert. Dort kommandierte er zunächst die 90th Logistics Group. Später war er dort stellvertretender Kommandeur des 90. Raumgeschwaders (90th Space Wing). Es folgte eine Versetzung zur Patrick Air Force Base in Florida. Dort war Deppe zwischen Juli 1998 und Juli 1999 stellvertretender Kommandeur des 45. Raumgeschwaders.
Seine nächste Mission führte ihn zur Peterson Air Force Base in Colorado. Bis zum Juni 2000 gehörte er dort unter anderem dem Stab des North American Aerospace Defense Commands (NORAD) an. Im Juni 2000 übernahm Thomas Deppe auf der Malmstrom Air Force Base in Montana das Kommando über das 341. Raumgeschwader (341st Space Wing), das er bis zum Juli 2002 innehatte. Daran schloss sich eine Versetzung zum erweiterten Stab der Joint Chiefs of Staff in Washington, D.C. an (Deputy Director for Operations, Operations Team Two, National Military Command Center, the Joint Staff, Washington, D.C.) Diese Aufgabe erfüllte er bis zum Juni 2004. Anschließend kehrte er zur Peterson AFB zurück, wo er bis Oktober 2005 dem Stab des Air Force Space Commands angehörte.
Am 14. Oktober 2005 übernahm Thomas Deppe als Nachfolger von Frank Klotz auf der Francis E. Warren Air Force Base in Wyoming das Kommando über die 20. Luftflotte. Gleichzeitig kommandierte er auch die ICBM-Task Force 214, die dem United States Strategic Command unterstand. Diese Aufgaben nahm er bis zum 10. August 2007 wahr, als Roger W. Burg seine Nachfolge antrat. Nach dem Ende dieser Mission kehrte Deppe erneut zur Peterson AFB zurück. Dort war er bis zu seiner Pensionierung im August 2009 stellvertretender Kommandeur des Air Force Space Commands.
Er starb am 24. August 2024 im Alter von 76 Jahren auf seinem Anwesen in Melbourne in Florida.

## Daten der Beförderungen
| Abzeichen | Rang               | Jahr              |
| --------- | ------------------ | ----------------- |
|           | Second Lieutenant  | 9. November 1977  |
|           | First Lieutenant   | 9. November 1979  |
|           | Captain            | 9. November 1981  |
|           | Major              | 1. März 1987      |
|           | Lieutenant Colonel | 1. Juli 1991      |
|           | Colonel            | 1. November 1997  |
|           | Brigadier General  | 1. September 2003 |
|           | Major General      | 2. März 2007      |

## Orden und Auszeichnungen
Thomas Deppe erhielt im Lauf seiner militärischen Laufbahn unter anderem folgende Auszeichnungen:
- Air Force Distinguished Service Medal
- Defense Superior Service Medal
- Legion of Merit
- Defense Meritorious Service Medal
- Meritorious Service Medal
- Air Force Commendation Medal
- Air Force Achievement Medal
- Joint Meritorious Unit Award
- Air Force Outstanding Unit Award
- Air Force Organizational Excellence Award
- Air Force Good Conduct Medal
- National Defense Service Medal
- Global War on Terrorism Service Medal

Außerdem erhielt er noch zahlreiche Ordenbänder (Ribbons) verliehen.